# Innocent Venus
Innocent Venus (イノセント・ヴィーナス) es un anime posapocalíptico de ciencia ficción. La serie empezó a ser emitida por la cadena WOWOW de Japón, el 26 de julio de 2006. Esta serie utiliza animación 3D “cel-shaded”, la cual en vez de dar un efecto más 3D, lo hace parecer más a un dibujo hecho a mano. En el Anime Boston de 2007, ADV Films anunció que le daría licencia a la serie  por un precio de $12,000) dólares. En julio de 2008 se anunció que se dejaría de fabricar nuevos DVD.

## Trama
Esta historia muestra una analogía entre Japón del siglo XIX y el final del periodo Tokugawa Shogunate, justo antes de la Guerra de Boshin.
Cuando la población y economía mundial fueron devastada por hiper-huracanes, aparecieron muchas facciones políticas y naciones jóvenes. En Japón apareció una clase elite conocida como Logos, la cual controlaba las zonas especiales con más abundancia y recursos. Los Logos tenían control sobre la clase baja, los Levinas, quienes luchaban día a día para sobrevivir. Ellos tenían prohibido entrar a las zonas especiales lo cual generaba mucha tensión y como consecuencia formaron un grupo de resistencia el cual se enfrentaría a los Logos.
Jō y Jin escapan de un grupo militar elite conocido como Phantom, el cual era utilizado para controlar a los Levinas, al escaparse, llevaron junto a ellos una joven niña llamada Sana. La serie sigue de cerca a estos personajes, mientras trabajan juntos para evitar ser capturados por los Phantom y las fuerzas de los Logos

## Personajes
| Personajes    | Voz de actor (Japonés) | Voz de actor (Inglés) |
| ------------- | ---------------------- | --------------------- |
| Sana Nobuto   | Kaori Nazuka           | Jessica Boone         |
| Jō Katsuragi  | Kenji Nojima           | Chris Patton          |
| Jin Tsurasawa | Takahiro Sakurai       | Vic Mignogna          |
| Toraji Shiba  | Hideo Ishikawa         | Illich Guardiola      |
| Gora          | Naoki Yanagi           | Greg Ayres            |
| Maximus Drake | Tōru Ōkawa             | John Swasey           |
| Renī Vikuro   | Megumi Toyoguchi       | Monica Rial           |
| Steve         | Kenta Miyake           | John Gremillion       |
| Qing Lang     | Jun Fukuyama           | Nomed Kaerf           |
| Kyōshirō      | Shintarō Ōhata         | Josh Grelle           |
| Riki          | Riichi Nishimoto       | Christopher Ayres     |

## Episodios
- 1-"Hell"

"Naraku" (奈落)
- 2-"Madness"

"Koyuki" (凶気)
- 3-"Pirates"

"Wakou" (倭寇)
- 4-"Invasion"

"Shuurai" (襲来)
- 5-"Combo"

"Rendan" (連弾)
- 6-"Rampage"

"Bousou" (暴走)
- 7-"Strategy"

"Sakubou" (策謀)
- 8-"Forfeit"

"Soushitsu" (喪失)
- 9-"Aid"

"Kyuusai" (救済)
- 10-"Decision"

"Ketsui" (決意)
- 11-"Beauty"

"Bijin" (美神)
- 12-"The World"

"Sekai" (世界)

## Equipo de producción
- Director: Jun Kawagoe
- Organización de la serie: Shinsuke Ōnishi
- Diseñador de personajes originales: Shō Kōya
- Diseño de los personajes: Hideki Nagamachi
- Diseño Mecánico: Hiroshi Ogawa
- Diseño de Art: Jirō Kōno, Minoru Yasuhara
- Director arte: Katsuhiro Haji
- Diseño de color: Kōchi Usui
- Cinematografía Director: Megumi Saitō
- Director 3D: Yūichi Gotō
- Editor: Masaki Sakamoto
- Director de Audio: Yoshikazu Iwanami
- Efectos de sonido: Yasumasa Koyama
- Producción Sonora: Half H•P Studio
- Música: Tomohisa Ishikawa
- Producción musical: Lantis
- Producción de Animación: Brains Base
- Producida por Bandai Visual

## Música
- Tema de apertura

-Noble Roar de Yōsei Teikoku
- Tema de cierre

-Brand New Reason por Fleet